# 約束之地
《約束之地》（又译作）是一個供單人遊玩的角色扮演遊戲。它最初由Sting公司於2002年發布於WonderSwan Color平台，隨後於2004年引進到任天堂的GBA上，並於2005年由Atlus 美國在北美發布。它於2006年重新發售於PSP平台上，該版本隨後於2007年由Atlus 美國在北美發售。由於約束之地在RPG遊戲中的獨特性，它很快吸引了大量的玩家。
玩家將扮演告死天使Ein的角色，與怪兽們和敵對的告死天使戰鬥以封印被稱為Accursed的邪惡之源。有四個英雄少女和一只會說話的貓陪伴他一起戰鬥，這四位少女分別是Fiaa、Lyuri、Serene和Cierra。約束之地還包含了戀愛模擬成分，因為玩家可以根據遊戲中主角不同的決定得到與少女們的不同結局。
該遊戲是Dept. Heaven系列中的第一作。第二作為最初發布於2006年的公主聯盟。

## 情節
約束之地結合了許多不同的神話，尤其是北歐神話，故事中包含了諸神的黃昏和世界之樹等概念。遊戲主要發生在Riviera大陸上，而遊戲的人物們同時也訪問了諸多不同的地方，例如沉沒的城市、森林、廢棄的墓地等。

## 外部連結
- （日語） 日文官方網站: WSC （页面存档备份，存于） GBA （页面存档备份，存于） PSP （页面存档备份，存于）
- （英文） 英文官方網站: GBA PSP